# Майоров, Виталий Иванович
Виталий Иванович Майоров (6 апреля 1961, Плунге — 1997, Вильнюс) — литовский, ранее советский, шахматист, международный мастер (1987).
Победитель чемпионата Литовской ССР 1988 г. (разделил 1—3 места с Г. Пешиной и Д. Ружяле). Серебряный призёр чемпионатов Литовской ССР 1982, 1989 и Литвы 1990 гг. Бронзовый призёр чемпионатов Литовской ССР 1977, 1979 и 1985 гг.
В составе сборной Литовской ССР участник Спартакиад народов СССР 1979 (выполнил норму мастера спорта) и 1983 гг.
Победитель международного турнира в Каунасе (1986).
Призёр международных турниров: Мезёхедьеш (1984) — 2—6-е; Эгер (1984) — 3—5-е.
В 1984 г. окончил Вильнюсский государственный университет по специальности экономическая кибернетика. Работал в министерстве экономики Литовской ССР.
В 1992—1995 гг. работал тренером в ОАЭ. В качестве главного тренера сборной ОАЭ участвовал в командном первенстве мира среди юниоров.

## Спортивные результаты
| Год  | Город         | Соревнование                                                          | + | − | =  | Результат | Место |
| ---- | ------------- | --------------------------------------------------------------------- | - | - | -- | --------- | ----- |
| 1977 | Клайпеда      | Чемпионат Литовской ССР                                               | 4 | 6 | 6  | 7 из 16   | 10—13 |
| 1978 | Вильнюс       | Чемпионат Литовской ССР                                               | 5 | 4 | 8  | 9 из 17   | 8—10  |
| 1979 | Паневежис     | Чемпионат Литовской ССР                                               |   |   |    | 8½ из 15  | 5—7   |
|      | Москва        | VII Спартакиада народов СССР (сборная Литовской ССР, юношеская доска) |   |   |    |           |       |
| 1981 | Клайпеда      | Чемпионат Литовской ССР                                               |   |   |    | 8 из 16   | 6—11  |
| 1982 | Плунге        | Чемпионат Литовской ССР                                               | 7 | 2 | 4  | 9 из 13   | 2     |
| 1983 | Москва        | VIII Спартакиада народов СССР (сборная Литовской ССР)                 | 2 | 1 | 4  | 4 из 7    |       |
|      | Юрмала        | Чемпионат СССР среди молодых мастеров                                 | 3 | 3 | 9  | 7½ из 15  | 7—8   |
| 1984 | Вильнюс       | Чемпионат СССР среди молодых мастеров                                 | 2 | 6 | 7  | 5½ из 15  | 15    |
| 1985 | Вильнюс       | Чемпионат Литовской ССР                                               | 4 | 0 | 11 | 9½ из 15  | 4     |
| 1988 | Вильнюс       | Чемпионат Литовской ССР                                               | 4 | 0 | 9  | 8½ из 13  | 1—3   |
| 1989 | Клайпеда      | Чемпионат Литовской ССР                                               | 5 | 1 | 7  | 8½ из 13  | 2—3   |
| 1990 | Клайпеда      | Чемпионат Литовской ССР                                               | 6 | 1 | 6  | 9 из 13   | 3     |
| 1991 | Вильнюс       | Чемпионат Литовской ССР                                               | 6 | 3 | 0  | 6 из 9    | 6—14  |
|      | Шалон-сюр-Сон | Международный турнир                                                  |   |   |    |           |       |
|      | Аугсбург      | Международный турнир                                                  |   |   |    | 5½ из 11  | 8—9   |
| 1992 | Канны         | Международный турнир                                                  |   |   |    | 6 из 9    | 8     |

## Изменения рейтинга
| Графики недоступны из-за технических проблем. См. информацию на Фабрикаторе и на mediawiki.org. |